# Adam Friedreich
Johann Adam Friedreich (* um 1799 in Würzburg; † 7. Dezember 1859 in München) war ein deutscher Jurist und Politiker.

## Leben
Johann Adam Friedreich besuchte das Königliche Gymnasium zu Würzburg. Ab November 1815 war er an der Julius-Maximilians-Universität eingeschrieben und wurde Kandidat der Philosophie. 1815 wurde er Mitglied des Corps Franconia Würzburg. Anfang 1820 kam er nach einer Schlägerei zwischen Landsmannschaftern und Burschenschaftern in Polizeihaft, da er die auslösende Verrufserklärung des Würzburger Senioren-Convents gegen die Burschenschaft verfasst hatte. Er wurde mit dem Consilium abeundi bestraft und musste zum Ende des Semesters die Universität wechseln. Ab dem Sommersemester 1820 studierte er Rechtswissenschaft an der Friedrich-Alexander-Universität Erlangen.
Friedreich wurde Appellationsgerichtsakzessist und schließlich 1827 als Rechtsanwalt in Würzburg zugelassen. Auch 1840 und 1844 war er dort noch als Rechtsanwalt tätig. 1842 kam es in einem politischen Prozess vor dem Appellationsgericht Freising zu einem Endurteil gegen ihn und 20 Würzburger Bürger. Er ist im Schwarzen Buch der Frankfurter Bundeszentralbehörde (Eintrag Nr. 465) festgehalten.
1845 wurde er Appellationsgerichtsrat am Appellationsgericht von Unterfranken und Aschaffenburg. 1853 wurde er zum Oberappellationsgerichtsrat am Bayerischen Oberappellationsgericht München, zugleich Kassationshof für die Pfalz, befördert. Dort war er bis 1859 tätig.
1848 war er Mitglied des Vorparlaments, nahm aber nicht an allen Abstimmungen teil. Für die Frankfurter Nationalversammlung wurde Friedreich als 2. Ersatzmann im Wahlkreis Gemünden gewählt, kam aber nicht zum Einsatz.
Er war mit Eva Friedreich geb. Goldmayer († 1853) verheiratet und hatte mit ihr vier Kinder. Ihre Kinder hießen Marie, Julie, Babette (Barbara Johanna) und Nikolaus, letzterer war Mediziner (Dr. med.).

## Veröffentlichungen (Auswahl)
- Einige Bemerkungen über die Beweisregeln des Criminalprocesses. In: Beiträge zur Gesetzgebung und practischen Jurisprudenz mit besonderer Rücksicht auf Bayern. 2. Band, Würzburg 1828, S. 1–55. Online
- Betrachtungen über das Verbrechen des Betrugs vom legislativen Standpunkte aus. In: Annalen der deutschen und ausländischen Criminal-Rechtspflege. Jahrgang 1841, Altenburg 1841, S. 305–341. Online
- Bemerkungen über die Rechtsmittel im französischen Strafverfahren, mit besonderer Rücksicht auf das bayerische Gesetz vom 10. November 1848. Aschaffenburg 1851. Online
- Der französische Cassationshof. Aschaffenburg 1852. Online
- De cassatie-regtspleging in Frankrijk en elders.‘s Gravenhage 1853. Online